# Móricz Zsigmond
Móricz Zsigmond (Tiszacsécse, 1879. július 2. – Budapest, Józsefváros, 1942. szeptember 5.) magyar író, újságíró, szerkesztő, a 20. századi realista prózairodalom egyik legjelentősebb alakja.

## Élete

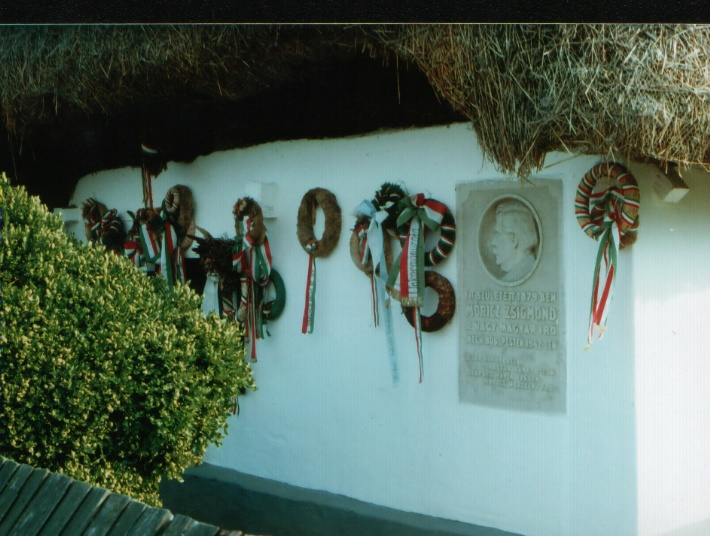
A Móricz Zsigmond-emlékház Tiszacsécsén

### Gyermek- és ifjúkora
Móricz Zsigmond 1879-ben született Tiszacsécsén. Édesanyja Pallaghy Erzsébet (1859–1924), aki református lelkész leánya volt, édesapja igazi, kemény ötholdas magyar parasztember: Móricz Bálint (1851–1919) földműves, építési vállalkozó, aki egy ideig módos parasztgazdának számított. A szülők 1878. május 30-án kötöttek házasságot.
Móricz Zsigmondék kilencen voltak testvérek, akik közül két gyerek korán halt meg: az egyikük tejhiány miatt „valósággal elsorvadt”, egy másikuk ruháját pedig felgyújtotta egy szomszéd kisfiú. Testvérei voltak: István (1881–1915), Bálint Dezső (1883–1923), Gyula (1885–?), Miklós dr. (1886–1966), Sándor (1889–?), Károly (1889–?), László (1891–?) és az egyetlen lány, Ida Katalin (1894–1987).
A család kénytelen volt Istvándiba (Túristvándi), Pallagi László kovácsműhelyébe költözni, s ezzel gyakorlatilag véget ért Móricz Zsigmond gyermekkora. Embertelen nyomorba kerültek, majd a taktaközi Prügyre költöztek. Móricz Bálint napszámosként tartotta el hét gyermekét, s oly keményen dolgozott, hogy felesége kívánságára az összes gyermeket taníttatni tudták.
Móricz Zsigmond elemi iskolába 1886–87-ben Istvándiban, majd 1887–90-ben Prügyön járt. Ezután a Debreceni Református Kollégiumban folytatta tanulmányait, ahonnan 1894-ben Sárospatakra került. Mivel itt meglehetősen rossz tanuló volt és egyedül érezte magát, anyai nagybátyja, Pallagi Gyula (egyben a kisújszállási gimnázium igazgatója) 1897-ben magával vitte Kisújszállásra, ahol végül 1899-ben letette az érettségi vizsgát, jó rendű eredménnyel.
A kor szokásaihoz híven gimnazista korában legációba ment Szakolyba. A legációt nagybátyja, Pallagi Gyula is szorgalmazta, levelet írva barátjának, Balogh Péter akkori szakolyi körjegyzőnek, aki örömmel fogadta a diákot. Móricz Zsigmond később is gyakran visszalátogatott Szakolyba, majd a közeli Érpatakra. Később szakolyi emlékei alapján írta meg a Kivilágos kivirradtig című regényét.
Debrecenben 1899–1900-ban református teológiát hallgatott, majd a jogi karra járt; ugyanebben az időben segédszerkesztője volt a Debreceni Hírlapnak.

### Írói pályájának eleje

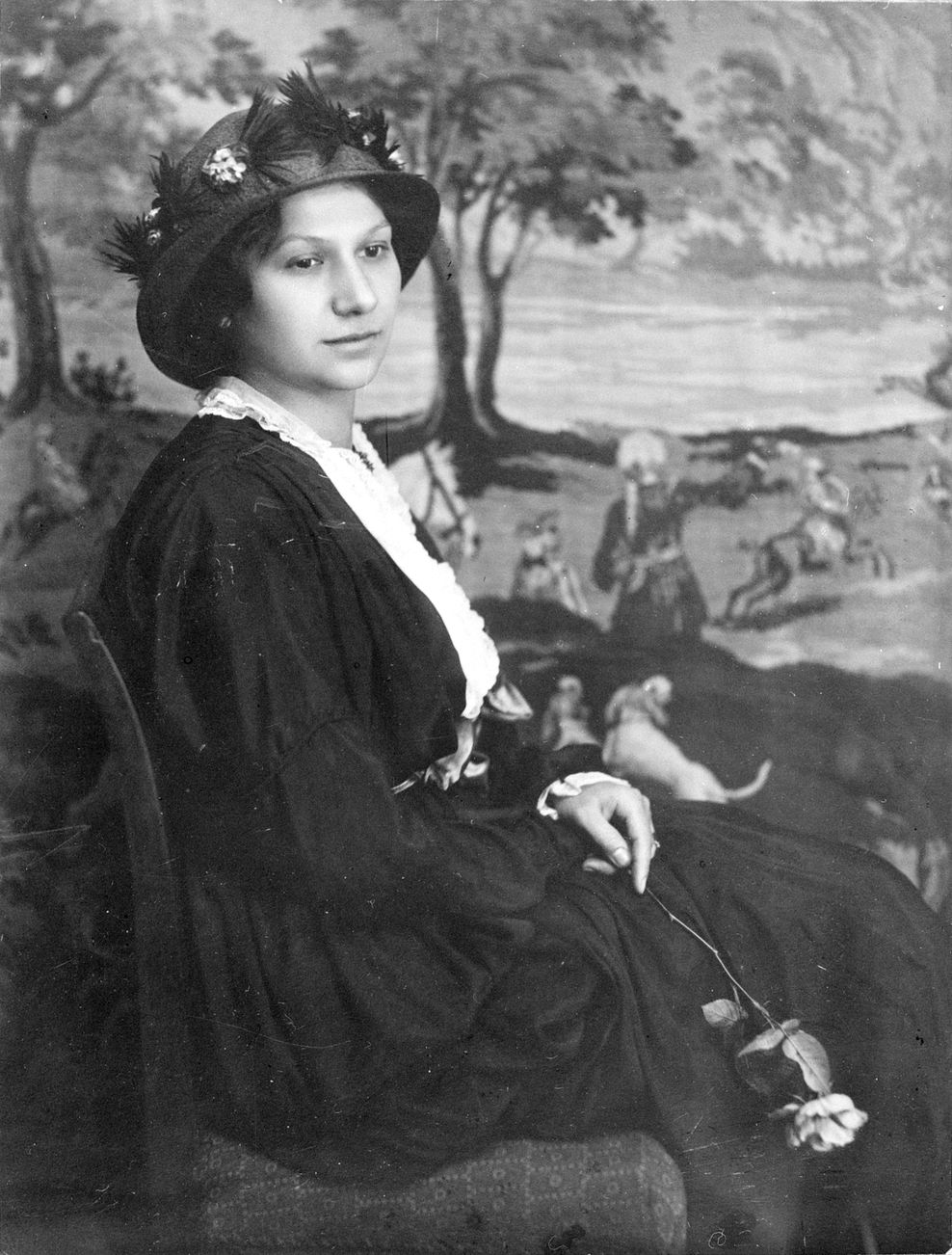
Móricz első felesége, Holics Janka

1900 októberében Budapestre költözött, a Nádor utca 15-ben bérelt egyetlen szobát. A fővárosban jogot és bölcsészetet tanult, azonban nem tett tanári szakvizsgát. Nagy élmény volt számára, hogy Négyesy László stílusgyakorlatain részt vehetett. Ezek az összejövetelek sok kezdő művész számára adtak biztos kiindulást és alapokat. Móricz itt találkozhatott többek között Babits Mihállyal, Kosztolányi Dezsővel, Juhász Gyulával, Tóth Árpáddal, Bánóczi Lászlóval, Oláh Gáborral, Benedek Marcellal.
Megélhetési okokból különböző hivatalokat vállalt, 1902-ben mint óraadó tanár dolgozott a kisújszállási gimnáziumban, valamint tisztviselő volt a kultuszminisztériumban, később pedig a Központi Statisztikai Hivatalban. Egyetemi tanulmányait sohasem fejezte be. 1903-ban Mikszáth Kálmán hívására, az Újság gyermekrovatának szerkesztője lett. A Kisfaludy Társaság megbízásából népdalgyűjtésbe kezdett, s 1903–1905 folyamán Szatmár falvait járva rengeteg dalt, köszöntőt, találós mesét, játékot gyűjtött. Neki köszönhetjük a kállai kettős szövegét is. 1905-ben házasságot kötött Holics Eugénia tanítónővel, azaz Jankával.
Amikor Móriczék első gyermeke megszületett, Ady beceneve után "Bandikára" keresztelték. Móricz Bandika, azaz Móricz András Zsigmond Levente 1905 decemberében jött világra.
Móricz még az igazi hírnév előtt. Írásaival hiába keresi a kiadókat, pénzük kevés. Csak Bandika hoz ragyogást az életébe.
1906 nyarán Rozsnyóra utaznak Janka szüleihez. Egyik éjszaka a kisfiú keservesen sírni kezd. Teste forró, az orvos alszik. Két nap szenvedés után, alig 8 hónapos korában meghal. A megtört házaspár Bandika nélkül tér vissza a fővárosba.
Néhány hónap múlva Janka újra várandós lesz. A következő év közepén ismét kisfiúval bővül a család. "Legyen ő is Bandika!" - javasolja az író. - és Ady újra vállalja a keresztapaságot.
A szomorúságot végre felváltja az öröm. A kisfiú szépen cseperedik, Móricz is kezd magára találni. Az egyik napilapban fejezetekre bontott gyermekregényt publikál. Ám a sors hamarosan küldi az újabb pofont. 1908 szeptemberében másodszülött Bandikájukat is elveszítik.
Móricz a folytatásos regény sorait személyes fájdalmával szakítja meg: "Ti parányi emberek, olvasóim! Meghalt a kisfiam!"  Mennyi fájdalom elfér egy háromszavas mondatban...
A Nyugat akkor ősszel közli a Hét krajcár c. művét. A család a novelláért kapott pénzből rendeli meg a koporsót kisfiúk temetésére. (A "második" Bandika a Kerepesi/Fiumei úti temetőben nyugszik.)
Jankával kötött házasságából még három lány születik, későbbi, házasságon kívül kapcsolatából egy lány és egy fiú.
A rozsnyói temetőben dolgozó munkások az ötvenes években egy elhanyagolt sírhalomra borult, kopott márvány sírkövet találtak. A temetői jegyzőkönyvek alapján kiderítették, Móricz Zsigmond elsőszülött Bandikájának sírja ez. A város és a magyar szervezetek azóta gondozzák a nyughelyet. A kilencvenes években kétnyelvű táblát is elhelyeztek a síron. "Itt nyugszik a nagy magyar író, Móricz Zsigmond kisfia." A temető bejáratánál elhelyezett térképen a "jelentős síremlékek" listája segít eligazodni, merre található : V. parcella, 123. sírhely
(Ha a rozsnyói temető felé járnak és maradt még egy mécses vagy egy szál virág, tegyék le Bandika sírjára!)
Három leányuk (Virág, Gyöngyi, Lili) maradt életben, fiuk meghalt. Házasságuk 1925-ben Janka öngyilkosságával végződött.
1908-ban a Nyugatban megjelent Hét krajcár című novellája azonnali hírnevet hozott neki, Ady Endrével is barátságot kötött. Ezt második gyermeke halálakor írta, mély megrendültségében, apai fájdalmában szakadt fel igazi hangja. „Igen késő volt, huszonnyolc éves korom után, mikor rájöttem, hogy voltaképpen csak azt lehet leírni, ami fáj. Ami megsebzi az embert.” Ez az állapota szabadította fel benne a kortársaihoz viszonyítva páratlan élet- és élményanyagát. Sorra születtek sikeres regényei, elbeszélései.

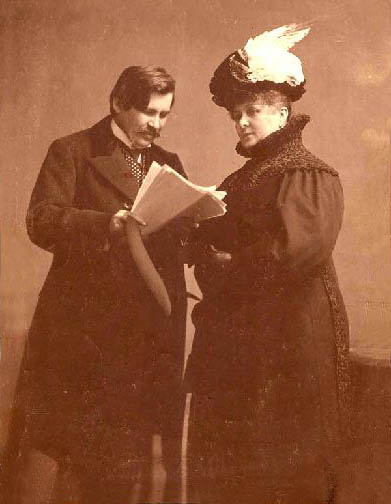
Móricz Zsigmond és Blaha Lujza, aki a Sári bíró című vígjátékának címszerepét alakította

1912-ben házat építtetett Leányfalun, 1913-ban feleségével Olaszországban nyaralt.

### A világháború és a forradalmak ideje
1915-ben a fronton önkéntes haditudósítóként dolgozott, több riportot írt. Üdvözölte a polgári demokratikus forradalmat. A háborúban haditudósító volt, életközeli bemutatást adott a katonasorsról (például: A macska, Kissamu Jóska). Sokat várt az őszirózsás forradalomtól. Az újonnan megalakult Vörösmarty Akadémiának 1918. december 1-jétől alelnöke volt, 1919. február 5-én pedig a Kisfaludy Társaság beválasztotta tagjai közé. 1919 februárjában írta A földtörvény kiskátéját. Eleinte reményeket fűzött a Tanácsköztársasághoz, bízott a változásokban, azonban májusban a kommün diktatórikus módszereit látva kiábrándult belőle. Megjelent egy füzete a somogyi földműves-szövetkezetekről és egyúttal több újságnak is a munkatársa volt (Világszabadság, Vörös Lobogó, Fáklya stb.).
Az írói direktórium is tagjává választotta. Emiatt a Horthy-korszakban folyamatosan mellőzték, az irodalmi társaságokból is kizárták (1919. december 10-én szűnt meg tagsága a Kisfaludy Társaságnál), műveit pedig hosszabb ideig csupán a Nyugat, majd később Az Est Lapok publikálta.

### A későbbi évtizedek
A húszas években az író magánélete gyökeresen átalakult. 1924-ben megismerkedett Simonyi Mária színésznővel, az év végén pedig Magoss Olgával (1893–1963), a debreceni polgármester fiatalon hadiözvegyként maradt lányával. Felesége féltékenységből 1925 áprilisában öngyilkosságba menekült. Móricz külföldi utazásokkal próbálta enyhíteni önvádló gyötrelmeit. Szerelemre lobbant a művészi hajlamú Magoss Olga iránt, aki visszautasította, azonban az író élete végéig elmélyült levelezést folytattak. 1926-ban feleségül vette Simonyi Máriát.

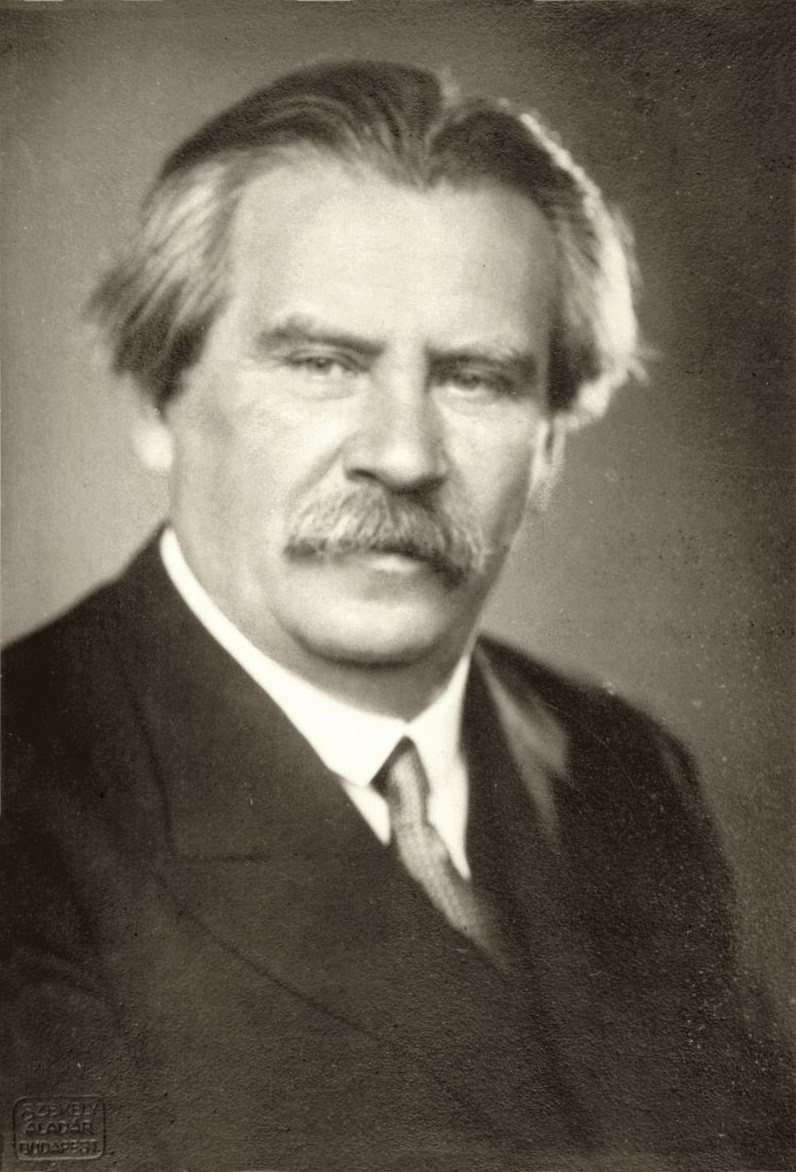
Az író 1935-ben

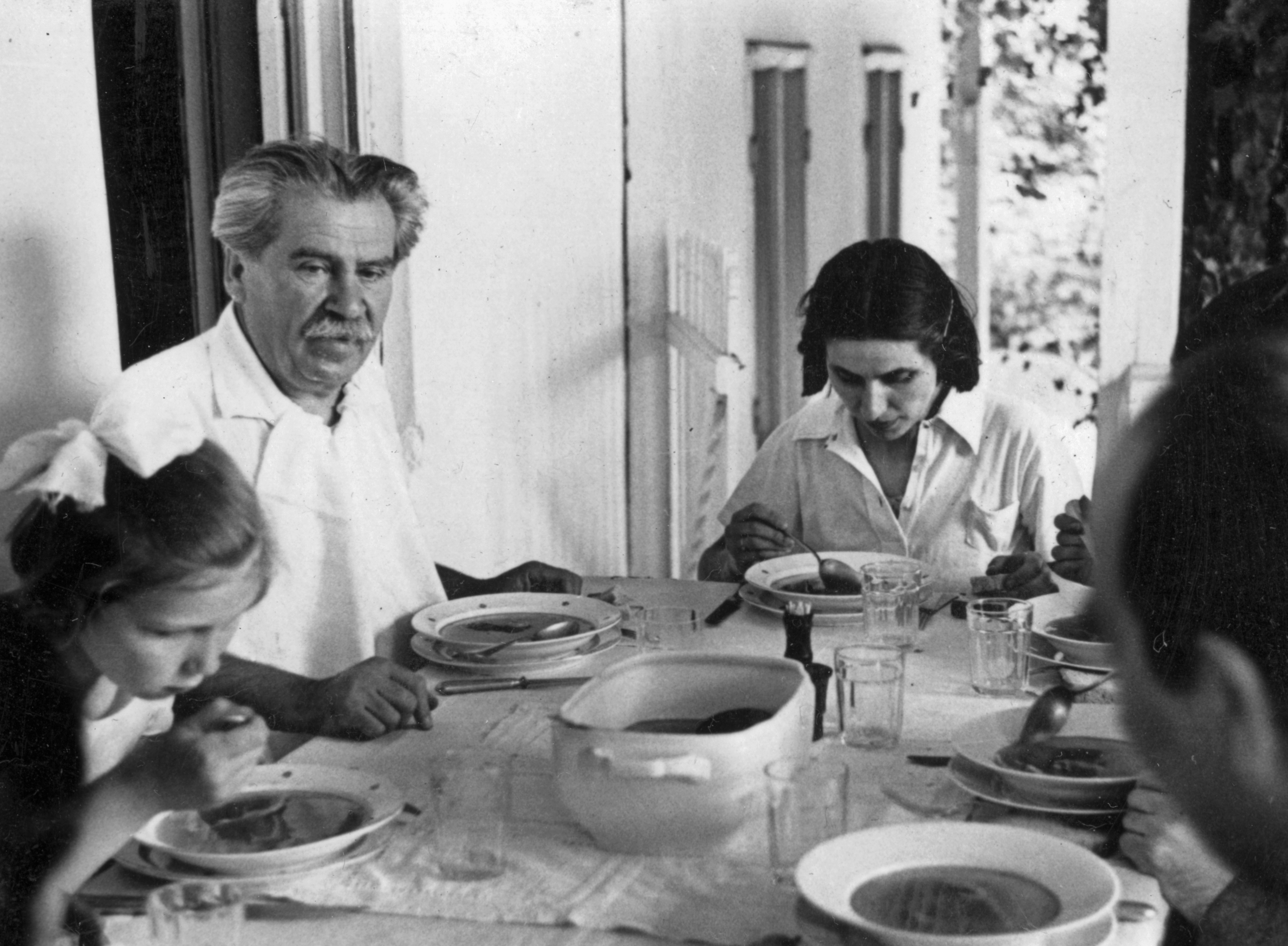
Móricz Zsigmond családi körben (1940)

Osvát Ernő halála után, 1929 decembere és 1933 februárja között Babitscsal közösen szerkesztette a Nyugatot, szerkesztői elveiket azonban nemigen tudták összehangolni. Móriczé volt a prózarovat. A folyóiratot igyekezett a „nemzeti koncentráció” orgánumává tenni, megszervezte a Nyugat-barátok Körét, könyvsorozatot tervezett, járta az országot, erdélyi, felvidéki, vajdasági, amerikai magyar szerzők írásait közölte, felkarolta az autodidakta paraszttehetségeket.
Csehszlovákiában tartott felolvasó körútját (1930) követően ismét támadások érték.
1932-ben megkapta a Rothermere-díjat, 1933-ban az Írók Gazdasági Egyesületének (IGE) elnöke lett. Írói szemléletmódjára javarészt az ekkoriban induló, őt szellemi ősnek elismerő népi mozgalom gyakorolt hatást, paraszti demokratizmusa is megerősödött.
1936 szeptemberében találkozott Littkey Erzsébettel, Csibével, akit később lányává fogadott. Kapcsolatuk úgy indult, hogy az író megmentette a húszéves lányt az öngyilkosságtól, amikor az a Ferenc József hídról akart a Dunába ugrani. Az egykori lelencgyerekről mintázta Árvácskát azonos című regényében. A lány gyerekkori történeteiből 1936-1937 között 28 novellát írt. Naplójából kiderül, hogy Csibe a szerelme-szeretője is volt. Móricz szerette a '30-as évek pesti éjszakáit, utólag feltételezhető, hogy Csibe megismerésének története csak egy – a család jó hírének megfelelő – fedőtörténet.

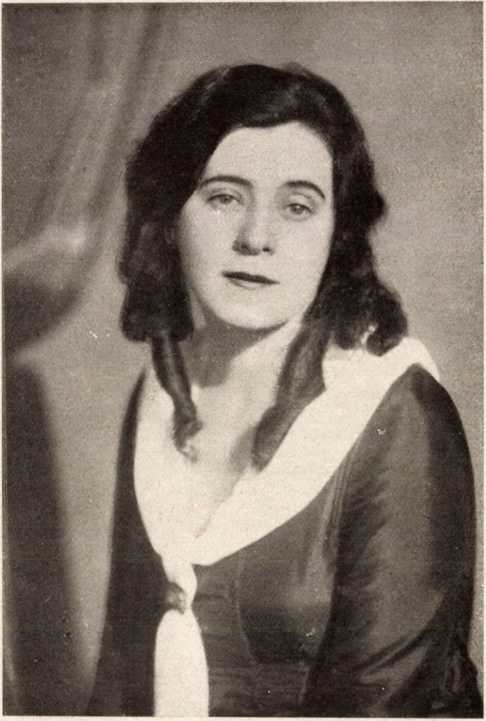
Móricz Zsigmond második felesége Simonyi Mária színésznő, portréja a Magyar színművészeti lexikonban (1931)

1937-ben szakított második feleségével, Simonyi Máriával is. Ekkor végleg visszavonult Leányfalura. A nehéz időkben e település sokszor nyújtott számára menedéket, lelki vigaszt.
1939-től a népi írók atyjaként a Kelet Népe szerkesztője lett.
1942. augusztus 29-én telefonon értesült arról, hogy Gyöngyi lányának gyermeke született. Annyira meghatódott, hogy leejtette a kagylót, és sztrókot kapott. Szeptember 5-én hajnali két órakor hunyt el agyvérzésben a budapesti Korányi klinikán.

### Gyermekei

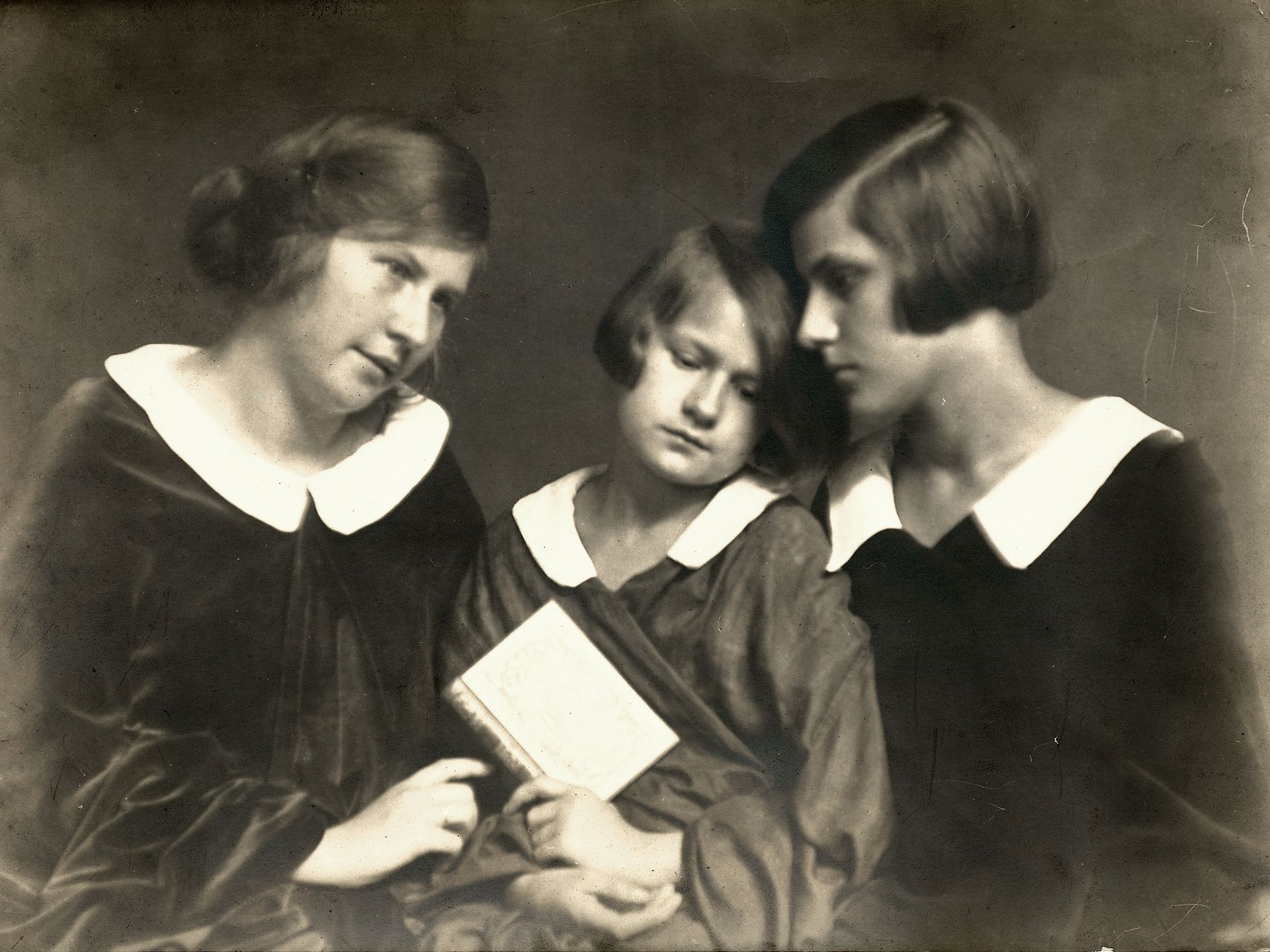
Móricz Zsigmond lányai: Virág, Lili és Gyöngyi (Székely Aladár felvétele)

- Móricz Virág írónő (1909–1995) a Nyugat titkára, filmes segédrendező
- Móricz Gyöngyi emlékiratíró (1911–1979), Simon Andor költő felesége. Tulajdonosa a budapesti Sándor (ma: Bródy Sándor utca) utcai Típus könyvkötészetnek, amelyet férjével együtt vezetett. Ők végezték Móricz Zsigmond folyóiratának, a Kelet Népének kötési munkálatait.
- Móricz Lili színésznő (1915–1999) György László színész felesége. A Miskolci Nemzeti Színházban, a budapesti Vígszínházban, Pécsett, Debrecenben, Kecskeméten, Szolnokon, Győrött játszott, eleinte főleg naivaszerepeket.
- Littkey Erzsébet, Csibe (1916–1971), Móricz Zsigmond fogadott lánya. 1941-től Littkey-Móricz Erzsébet. Később a Kelet Népe szerkesztőségében dolgozott. Móricz halála után könyvüzletet nyitott, kiadóként is működött.
- Móricz Imre (1935–2021), Csibe fia, Zagyvarékason nevelkedett.[11] Imre nagy valószínűség szerint Móricz vér szerinti gyermeke, akit csak a család jó híre miatt nem vallhatott magáénak.[12]

### Móricz Zsigmond hangja
A Magyar Rádió hangdokumentációs anyagában fellelhető egy, az 1930-as évekből származó fonográflemez, amely megörökítette az író hangját.

### Filmkockákon megörökített író
A Magyar Nemzeti Digitális Archívum és Filmintézet öt mozgóképes felvételt tart számon Móricz Zsigmondról: két amatőrfilmet és három híradó-tudósítást.

## Művei

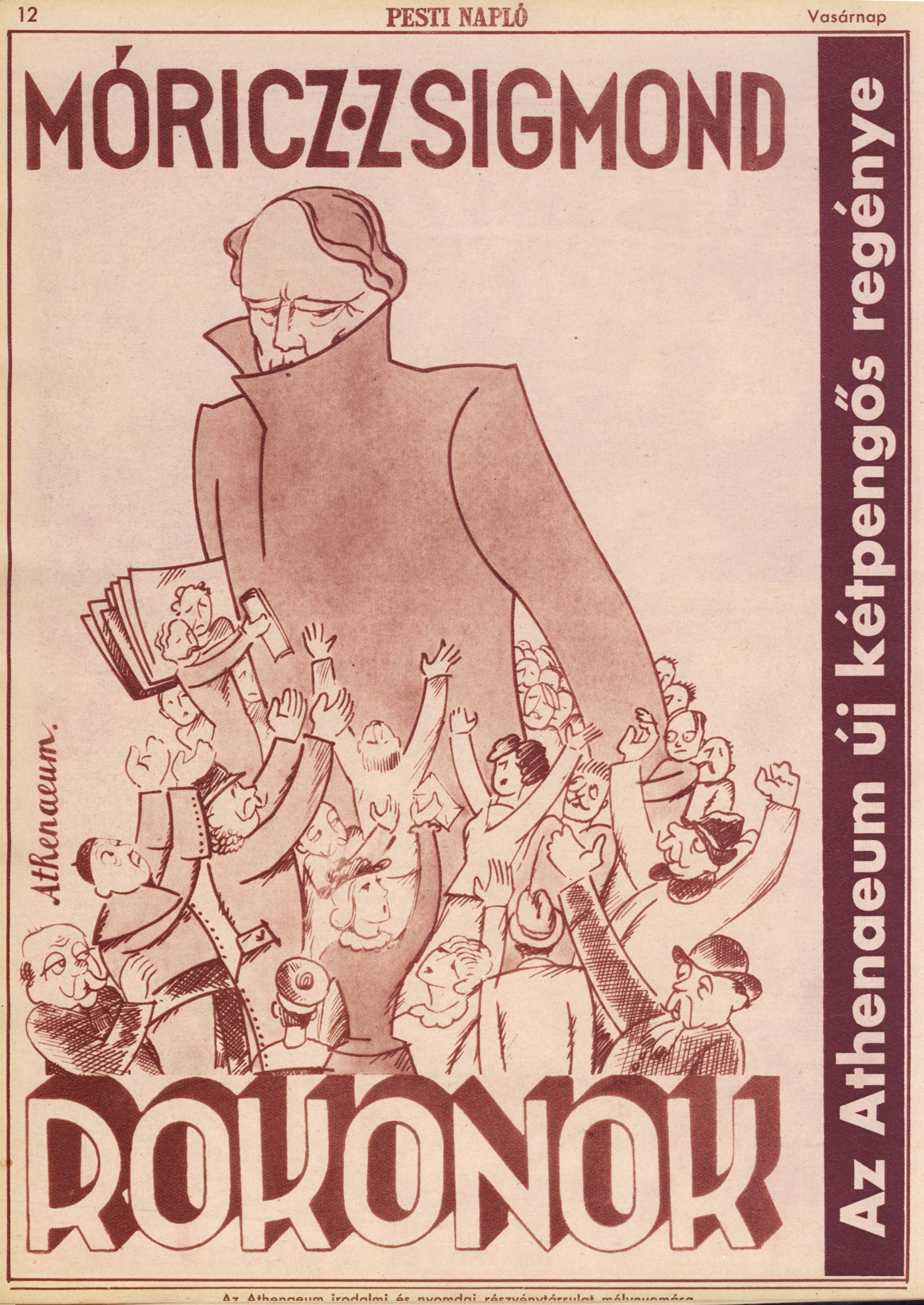
Móricz Zsigmond Rokonok című regényének reklámja a Pesti Hírlapban 1932-ben

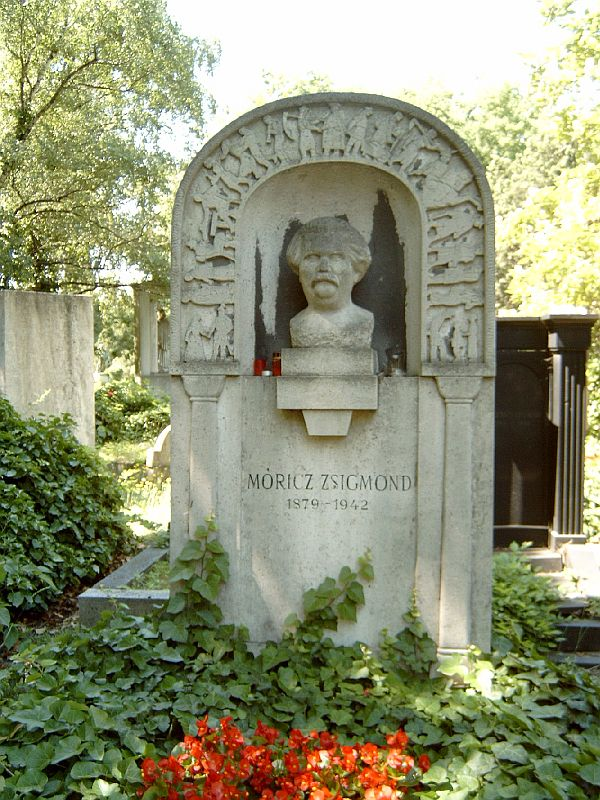
Móricz Zsigmond sírja Budapesten. Kerepesi temető: 34-1-28, Medgyessy Ferenc alkotása

### 1919-ig
- Vas Jankó; Méhner, Bp., 190? (A legjobb olvasmányok)
- A szép asszony dombja. Krónikás történet, versekben; Méhner, Bp., 1904
- Két biblia. Elbeszélés; Hornyánszky Ny., Bp., 1906 (Koszorú. A Magyar Prot. Irodalmi Társaság népies kiadványai)
- Mikor a part szakad. Elbeszélés; Hornyánszky Ny., Bp., 1907 (Koszorú. A Magyar Prot. Irodalmi Társaság népies kiadványai)
- Erdő-mező világa. Állatmesék; Lampel, Bp., 1908 (Benedek Elek kis könyvtára)
- 1908 – Pipacsok a tengeren (folytatásokban megjelent kisregény, ekkor még A magyar tengeren címmel)
- 1908 – Judith és Eszter (novella)
- Szatmár vármegye népe; Országos Monografia Társaság, Bp., 1908
- Hét krajcár. Elbeszélések; Nyugat, Bp., 1909
- Sári bíró. Vígjáték; Nyugat, Bp., 1910 (bem. 1909) – Vojnits-jutalommal elismert mű.
- Tragédia. Négy elbeszélés; Nyugat, Bp., 1910 (Nyugat könyvtár)
- Csitt-csatt és több elbeszélés; Lampel, Bp., 1910 (Magyar könyvtár)
- A sasfia meg a sasfióka; Lampel, Bp., 1910 (Benedek Elek kis könyvtára)
- Munkácsy Mihály; Lampel, Bp., 1910 (Iparosok olvasótára)
- Sárarany; Nyugat, Bp., 1911
- Az Isten háta mögött. Regény; Nyugat, Bp., 1911
- Falu. Három színdarab; Nyugat, Bp., 1911
- Boldog világ. Móricz Zsigmond összes állatmeséi; ill. Gara Arnold; Légrády, Bp., 1912
- A galamb papné. Regény; Franklin, Bp., 1912
- Harmatos rózsa; Nyugat, Bp., 1912
- Magyarok. Elbeszélések; Nyugat, Bp., 1912
- Tavaszi szél. Elbeszélések; Nyugat, Bp., 1912
- Szerelem. Móricz Zsigmond egyfelvonásosai; Nyugat, Bp., 1913
- Kerek Ferkó. Regény; Athenaeum, Bp., 1913 (Athenaeum könyvtár)
- A kárpáti vihar; Légrády Ny., Bp., 1915
- Mese a zöld füvön. Elbeszélések; Athenaeum, Bp., 1915
- Pacsirtaszó. Színdarab; Légrády, Bp., 1916
- Nem élhetek muzsikaszó nélkül; Légrády, Bp., 1916 (Az Érdekes Újság könyvei)
- Szegény emberek; Nyugat, Bp., 1917
- A tűznek nem szabad kialudni. Novellák e háborús időkből; Légrády, Bp., 1916
- Vidéki hírek és más elbeszélések; Táltos, Bp., 1917
- Bovary úr. Az Isten háta mögött; Érdekes Újság, Bp., 1917 (Legjobb könyvek)
- A fáklya. Regény; Légrády, Bp., 1918
- Árvalányok. Regény; Légrády, Bp., 1918
- Fortunátus. Történelmi színdarab; Légrády, Bp., 1918 (Az Érdekes Újság karácsonyi melléklete)
- A szerelmes levél. Kis regény; ill. Boriss László; Légrády, Bp., 1918
- Vérben, vasban, Kis képek a nagy háborúból, Inter arma; ill. Garay Ákos; Légrády, Bp., 1918 (Móricz Zsigmond háborús írásai)
- Mese a zöld füvön; Érdekes Újság, Bp., 1919 (Legjobb könyvek)
- A földtörvény kis kátéja. Az 1919. XVIII. néptörvény magyarázata és utasítása a földmíves nép földhöz juttatásáról; Néplap, Bp., 1919
- Népszavazás a földreformról; Pallas, Bp., 1919

### 1920–1942
- Légy jó mindhalálig; Athenaeum, Bp., 1920
- Tündérkert. Szépasszonyok hosszú farsangja. Történelmi regény a XVII. század elejéről. Báthory Gábor erdélyi fejedelemsége, Bethlen ifjúkora; Athenaeum, Bp., 1922 (Erdély-trilógia I.)
- Légy jó mindhalálig; ill. Pólya Tibor; ifjúsági kiad.; Athenaeum, Bp., 1922
- Jószerencsét. Regény; Athenaeum, Bp., 1923
- Házasságkötés. Kis regény; ill. Fáy Dezső; Athenaeum, Bp., 1923
- Egy akol, egy pásztor. Elbeszélések; Athenaeum, Bp., 1923
- A vadkan. Színdarab; Athenaeum, Bp., 1924
- Búzakalász. Színdarab; Athenaeum, Bp., 1924
- Pillangó. Idill; Athenaeum, Bp., 1925
- Kivilágos kivirradtig. Regény; Athenaeum, Bp., 1926
- A nagy fejedelem. A Tündérkert virágbaborul. Bethlen Gábor dicsősége. Zsuzsanna fejedelemasszonyszenvedése eljő. Athenaeum, Bp., 1927 (Erdély-trilógia II.)
- Baleset. Elbeszélések; Athenaeum, Bp., 1927
- Arany szoknyák. Történelmi melódiák; Athenaeum, Bp., 1928
- Az ágytakaró. Kis regények; Athenaeum, Bp., 1928
- Úri muri. Regény; Athenaeum, Bp., 1928
- Forró mezők. Regény; Athenaeum, Bp., 1929 (Athenaeum könyvtár)
- Bor, szerelem, bánat. Elbeszélések; ill. Jeges Ernő, Haranghy Jenő; Athenaeum, Bp., 1929
- Esőleső társaság. Kisregények, elbeszélések; Athenaeum, Bp., 1931
- Forr a bor; Athenaeum, Bp., 1931
- Alice Duer-Miller, Robert Milton: Darázsfészek. Vígjáték; átdolg. Zágon István / Móricz Zsigmond: Hány óra Zsuzsi?; Globus Ny., Bp., 1932 (Színházi élet színdarabjai)
- 1931 – A kondás legszennyesebb inge (novella)
- 1931 – Karácsonyi ének (novella)
- Barbárok. Elbeszélések; Athenaeum, Bp., 1932
- Mai dekameron. Az új írók; szerk. Móricz Zsigmond; Nyugat, Bp., 1932
- 1932 – Első nap az iskolában (novella)
- Rokonok. Regény; Athenaeum, Bp., 1932
- 1933 – Egyszer jóllakni (elbeszélés)
- A nap árnyéka. Az asszonyi állat az ő urának dicsőségében láthatatlan lesz.- Minél jobb, annál jobban és tökéletesebben: íme a regény. Athenaeum, Bp., 1934 (Erdély-trilógia III.)
- Az asszony beleszól. Regény; Athenaeum, Bp., 1934
- Erdély. Történelmi regénytrilógia; Athenaeum, Bp., 1935
- 1935 – Égi madár (novella)
- A boldog ember. Regény; Athenaeum, Bp., 1935
- Forr a bor. Színdarab; Globus Ny., Bp., 1936 (Krónika. A Nemzeti Színház műsorkísérő füzetei)
- Bál. Regény; Az Est Lapok, Bp., 1936 (Pesti Napló könyvek)
- Komor ló; Athenaeum, Bp., 1936 (Magyar novellák)
- Rab oroszlán. Regény; Athenaeum, Bp., 1936
- Betyár; Athenaeum, Bp., 1936
- Móricz Zsigmond–Boldizsár Iván: Tiborc. Kálmán Kata fényképei; Cserépfalvi, Bp., 1938 (Szolgálat és Írás Munkatársaságának könyvei)
- Míg új a szerelem; Athenaeum, Bp., 1938
- Pipacsok a tengeren; ill. Szigethy István; Athenaeum, Bp., 1938
- A nap árnyéka; Athenaeum, Bp., 1938 (Móricz Zsigmond művei) (Erdély-trilógia III.)
- A nagy fejedelem. A Tündérkert virágbaborul. Bethlen Gábor dícsősége. Zsuzsanna fejedelemasszony szenvedése eljő; Athenaeum, Bp., 1939 (Móricz Zsigmond művei)
- Elbeszélések; bev. Zsigmond Ferenc; Országos Református Szeretetszövetség, Bp., 1939 (Népbarát)
- Erdély, 1-3.; Athenaeum, Bp., 1939
- Életem regénye; Athenaeum, Bp., 1939 (Móricz Zsigmond művei)
- Magvető. A magyar irodalom élő könyve; összegyűjt. Móricz Zsigmond; Kelet Népe, Bp., 1940
- Kemény Zsigmond: Rajongók. Regény, 1-2.; Móricz Zsigmond átírásában, bev. Németh László; Athenaeum, Bp., 1940 (Híres könyvek)
- Árvácska. Regény; Athenaeum, Bp., 1941
- Rózsa Sándor a lovát ugratja. Regény; Athenaeum, Bp., 1941
- Rózsa Sándor összevonja a szemöldökét. Regény; Athenaeum, Bp., 1942
- A szerelmes levél; Áchim, Bp., 1942 (Százezrek könyve)
- Kapitalista a tanyán. Hét elbeszélés; ill. Fáy Dezső; Stádium, Bp., 1942 (Nemzeti könyvtár)
- Móricz Zsigmond legszebb elbeszélései; összeáll. Zarkovich Ferenc; Antiqua Ny., Bp., 1942

### 1943–
- Veszélyes vállalkozás; Áchim, Bp., 1943 (Százezrek könyve)
- Nosza rajta...; Áchim, Bp., 1943 (Százezrek könyve)
- A fecskék fészket raknak. Regény; Athenaeum, Bp., 1943
- Házasság a vége. A csillagszemű lány; Áchim, Bp., 1943 (Százezrek könyve)
- Kisiklott élet; Áchim, Bp., 1943 (Százezrek könyve)
- Kárpáti emlék; vál., előszó Fazekas László, ill. Litkey György; Stádium Ny., Bp., 1944 (Nemzeti könyvtár)
- Válogatott irodalmi tanulmányok; összeáll. Vargha Kálmán, bev. Bóka László; Művelt Nép, Budapest, 1952
- Új világot teremtsünk! Gyűjtemény 1918-19-es írásaiból; összeáll., bev., jegyz. Durkó Mátyás; Művelt Nép, Budapest, 1953
- Benyus. Elbeszélések; sajtó alá rend. D. Szemző Piroska, Kozocsa Sándor; Móra, Budapest, 1957 (Kispajtások mesekönyve)
- Móricz Zsigmond hagyatékából; sajtó alá rend., bev., jegyz. Réz Pál; Akadémiai, Budapest, 1960 (Új magyar múzeum)
- Szatmári gyűjtés, 1-2.; szerk., sajtó alá rend. Katona Imre; Magyar Néprajzi Társaság–MTA Néprajzi Kutatóintézet, Budapest, 1991
  - 1. Balladák, dalok és versek
  - 2. Lírai dalok és versek. Folytatás
- Ne légy jó! Válogatás Móricz Zsigmond kötetben kiadatlan írásaiból; vál. Urbán László, utószó Tasi József; Magyar Könyvklub, Bp., 1995 (Ismeretlen ismerősök)
- Asszonyokkal nem lehet vitázni. Lappangó művek; vál., szerk., jegyz., utószó Urbán László; Szépmíves, Bp., 2017
- "Nemzedékről-nemzedékre, hajlékunk te voltál". Móricz Zsigmond zsoltárparafrázisai a tiszacsécsei Móricz parkban; szerk. Tiba Zsolt; Tiszacsécsei Református Egyházközség, Tiszacsécse, 2019

### Levelezés
- Móricz Zsigmond levelei, 1-2.; sajtó alá rend., jegyz. F. Csanak Dóra, bev. Vargha Kálmán; Akadémiai, Budapest, 1963 (Új magyar múzeum)
- Kedves Mária! Móricz Zsigmond levelei Simonyi Máriához; szerk. Móricz Lili; 2. bőv. kiad.; Magvető, Budapest, 1979
- Móricz Zsigmond a Nyugat szerkesztője. Levelek; vál., szerk., utószó Tasi József, sajtó alá rend., jegyz. H. Bagó Ilona et al.; PIM, Budapest, 1984
- Marjalaki Kiss Lajos műveinek válogatott bibliográfiája és Móricz Zsigmondtól kapott levelei; szerk. Kis Józsefné; Miskolci Városi Könyvtár, Miskolc, 1987
- Móricz Zsigmond élete leveleinek tükrében; sajtó alá rend., jegyz. Rádics Károly; Orpheusz Könyvek, Budapest, 1997  Móricz Zsigmond, a Kelet népe szerkesztője, 1-2.; vál., utószó Tasi József, sajtó alá rend. és jegyz. Sz. Fehér Judit, G. Merva Mária, Tasi József; PIM, Budapest, 1988-1999  1. Levelek; 1988  2. Levelek. A levelek jegyzetei; 1999
- Móricz Zsigmond és Magoss Olga levelezése; sajtó alá rend., előszó, jegyz. Rádics Károly; Püski, Budapest, 1995

### Naplók
- Naplójegyzetek, 1919; sajtó alá rend., szerk., előszó, utószó Cséve Anna; Noran, Budapest, 2006 (Századok legendái)
- Naplók 1-3.; összegyűjt., szerk. Cséve Anna, sajtó alá rend. Cséve Anna, Szilágyi Zsófia Júlia; Luna Könyvek–Noran 2004, Budapest, 2010–2016
  - 1. 1924–1925; 2010
  - 2. 1926–1929; 2012
  - 3. 1930–1934; 2016
- Naplók, 1935; sajtó alá rend. Cséve Anna, Lengyel Imre Zsolt; Kronosz, Pécs, 2023

## Művei filmen
- 1935 – Nem élhetek muzsikaszó nélkül – rendező: Deésy Alfréd (sz.: Jávor Pál, Somogyi Erzsi, Delly Ferenc)[15]
- 1936 – Légy jó mindhalálig – rendező: Székely István (sz.: Dévényi László, Rózsahegyi Kálmán, Csortos Gyula)
- 1936 – Hortobágy – rendező: George Hoellering/Höllering György
- 1940 – Sárga rózsa – rendező: György István (sz.: Dajka Margit, Görbe János, Greguss Zoltán)
- 1942 – Szép csillag (a Betyár alapján) – rendező: Jelinek Imre (sz.: Fényes Alice, Mály Gerő, Páger Antal)
- 1943 – Kerek Ferkó – rendező: Martonffy Emil (sz.: Csortos Gyula, Jávor Pál, Lehotay Árpád)
- 1943 – Sári bíró – rendező: Hegedűs Tibor (sz.: Mály Gerő, Lázár Mária, Gozmány György)
- 1949 – Forró mezők – rendező: Apáthi Imre (sz.: Karády Katalin, Szemere Vera, Kelemen Éva)
- 1950 – Úri muri (film) – rendező: Bán Frigyes (sz.: Deák Sándor, Szörényi Éva, Mészáros Ági)
- 1954 – Rokonok – rendező: Máriássy Félix (sz.: Ungváry László, Tolnay Klári, Rajnai Gábor)
- 1954 – Ami megérthetetlen – rendező: Gertler Viktor (sz.: Bod Teréz, Bárczy Kató, Csernus Mariann)
- 1957 – Kis Samu Jóska – rendező: Kis József (sz.: Bánhidi László, Molnár Tibor, Szemethy Endre)
- 1958 – Égi madár – rendező: Fehér Imre (sz.: Szabó Ildikó, Szirtes Ádám, Kiss Ferenc)
- 1960 – Légy jó mindhalálig – rendező: Ranódy László (sz.: Tóth Laci, Törőcsik Mari, Bessenyei Ferenc)
- 1971 – Pillangó – rendező: Esztergályos Károly (sz.: Venczel Vera, Kozák András, Szirtes Ádám, Cs. Németh Lajos, Gobbi Hilda)[16]
- 1976 – Árvácska – rendező: Ranódy László, Mészáros Gyula (sz.: Czinkóczi Zsuzsa, Nagy Anna, Moór Marianna)
- 1979 – Forró mezők – rendező: Hajdufy Miklós (sz.: Andai Györgyi, Andorai Péter, Molnár Piroska, Bács Ferenc, Bordán Irén, Koltai Róbert)
- 2006 – Rokonok – rendező: Szabó István (sz.: Csányi Sándor, Tóth Ildikó, Eperjes Károly )
- 2008 – A Hortobágy legendája – rendező: Vitézy László (sz.: Eperjes Károly, Szirtes Ági, Pokorny Lia, Molnár László, Csányi Sándor, Reviczky Gábor)
- 2011 – Égi madár – rendező: Vitézy László (sz.: Tenki Réka, Gáspár Sándor, Szirtes Ági, Reviczky Gábor, Nagy Mari, Csányi Sándor, Radó Denise, Gáspár Tibor)
- 2012 – Pillangó – rendező: Vitézy László (sz: Bánovits Vivianne, Adorjáni Bálint, Ráckevei Anna, Reviczky Gábor, Pindroch Csaba, Bordán Irén, Cserhalmi György, Gáspár Sándor, Tóth Ildikó)[17]
- 2013 – A galamb papné – rendező: Vitézy László (sz: Bánovits Vivianne, Pindroch Csaba, Adorjáni Bálint)
- 2015 – A fekete bojtár – rendező: Vitézy László (sz: Bánovits Vivianne, Adorjáni Bálint, Szirtes Ági, Reviczky Gábor, Koncz Gábor, Nagy Mari, Oszter Sándor)
- 2019 – Házasságtörés – rendező: Vitézy László (sz: Nagy Péter, Nemes Wanda, Cserhalmi György, Reviczky Gábor, Gáspár Sándor, Incze József, Tóth Ildikó, Pindroch Csaba, Gubás Gabi, Bánovits Vivianne, Ódor Kristóf, Fesztbaum Béla)
- 2023 – Tündérkert – Kísértések kora – rendező: Madarász Isti (sz: Katona Péter Dániel, Bokor Barna, Rajkai Zoltán, Szőke Abigél, Pataki Ferenc, Kálloy Molnár Péter, Deszka Pál Attila, Dimény Levente, Szamosi Zsófia, Balsai Mónika, Parti Nóra, Gáspár Kata)

## Emlékezete

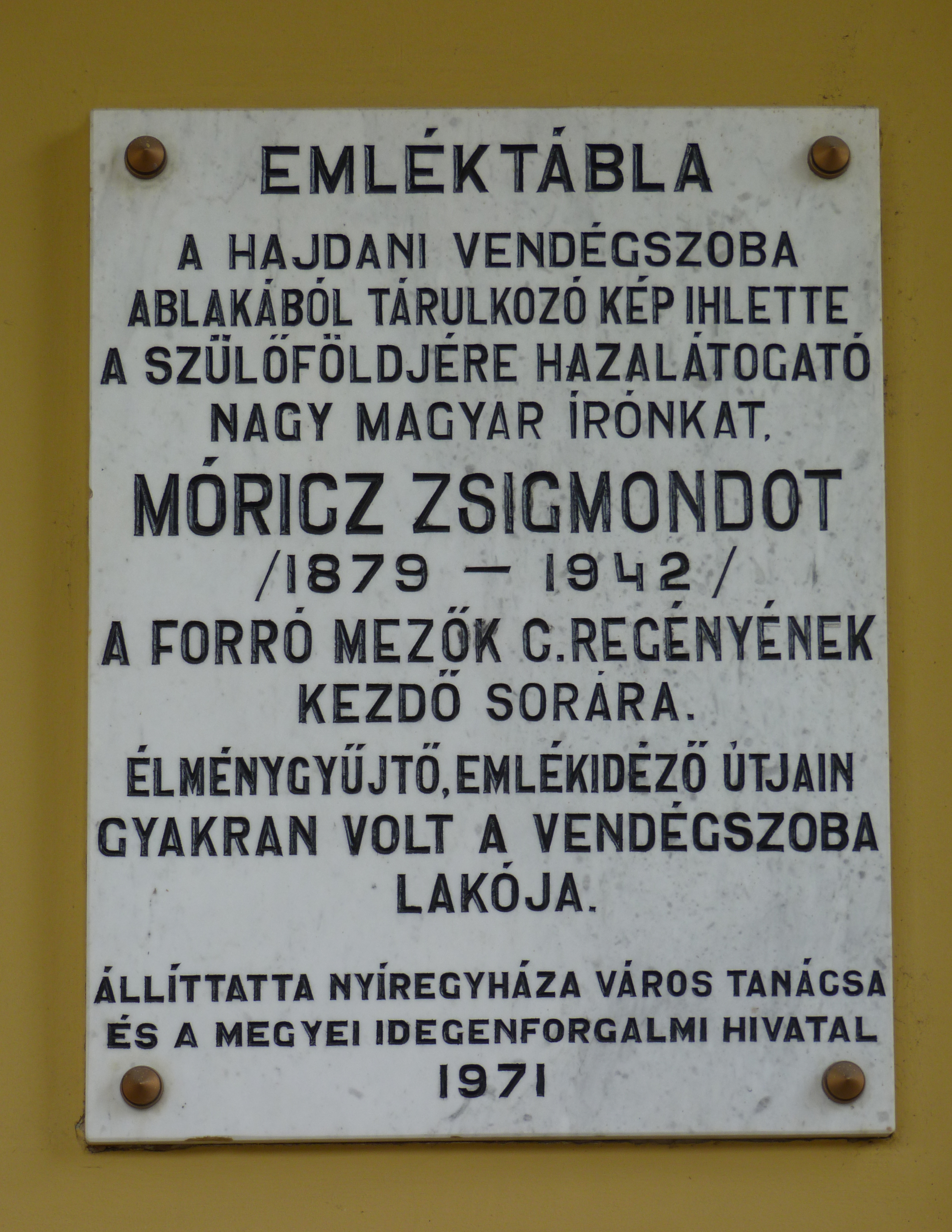
Móricz Zsigmond emléktáblája Nyíregyházán

### Nyíregyházán
Nyíregyházán nagy tiszteletnek örvend az író, aki fiatal korában és ismert közszereplőként is megfordult hosszabb-rövidebb időre a városban. Utcát már az 1940-es évek második felében neveztek el róla, később az ő nevét vette fel a Megyei Könyvtár, a szakszervezeti művelődési ház és a benne működő mozi, valamint a városi színház is. A városháza falán, a bejárattól jobbra elhelyezett márványtábla az 1928-as látogatásának állít emléket az akkori vendégszobájának ablaka alatt.
A Móricz Zsigmond Színház előcsarnokában egy kisméretű Móricz-mellszobor (Liszkai Kováts Zoltán, 1958) emlékeztet az intézmény névadójára. Ülőszobra (Kótai Nándor, 1962) először az ún. Északi Alközpontban kapott helyet, majd a Tanárképző Főiskola parkjába került. A Megyei Könyvtár előtt egy egész alakos szobor (Kő Pál, 1977) található, a könyvtár lépcsőházában pedig, az első emeleten is található egy Móricz-ábrázolás (Papi Lajos, 1975).

### Beregszászon
1996. november 16-án a Móricz Zsigmond Társaság és a Beregvidéki Magyar Kulturális Szövetség az egykori Royal szálló homlokzatán emléktáblát állított abból az alkalomból, hogy 70 évvel azelőtt az író a város vendége volt.

### Sárospataki Református Kollégium
Az Iskolakertben, a Kossuth kollégiumhoz vezető út bal oldalán található kő mellszobra, amelyet Andrássy Kurta János szobrászművész készített. 1968-ban avatták fel. Állíttatta – a Pataki Diákok Baráti Körének kezdeményezésére – a Képzőművészeti Alap.

## Származása
| Móricz Zsigmond (Tiszacsécse, 1879. jún. 29.– Budapest, 1942. szep. 4.) író, újságíró, ref. | Apja: Móricz Bálint (1851 – 1919)                                     | Apai nagyapja: Móricz Mihály                                                                | Apai nagyapai dédapja: Móritz Lukáts Ferenc | |
| Móricz Zsigmond (Tiszacsécse, 1879. jún. 29.– Budapest, 1942. szep. 4.) író, újságíró, ref. | Apja: Móricz Bálint (1851 – 1919)                                     | Apai nagyapja: Móricz Mihály                                                                | Apai nagyapai dédanyja: Pap Mária (? – 1841)                                                                                                   | |
| Móricz Zsigmond (Tiszacsécse, 1879. jún. 29.– Budapest, 1942. szep. 4.) író, újságíró, ref. | Apja: Móricz Bálint (1851 – 1919)                                     | Apai nagyanyja: Lengyel (Farkas) Zsuzsanna                                                  | Apai nagyanyai dédapja: Lengyel József (Pál)                                                                                                   | |
| Móricz Zsigmond (Tiszacsécse, 1879. jún. 29.– Budapest, 1942. szep. 4.) író, újságíró, ref. | Apja: Móricz Bálint (1851 – 1919)                                     | Apai nagyanyja: Lengyel (Farkas) Zsuzsanna                                                  | Apai nagyanyai dédanyja: n. a. | |
| Móricz Zsigmond (Tiszacsécse, 1879. jún. 29.– Budapest, 1942. szep. 4.) író, újságíró, ref. | Anyja: Pallagi Erzsébet (Csetfalva, 1859. jan. 21. – Leányfalu, 1924) | Anyai nagyapja: Pallagi József beregújfalusi református lelkész                             | Anyai nagyapai dédapja: n. a. | |
| Móricz Zsigmond (Tiszacsécse, 1879. jún. 29.– Budapest, 1942. szep. 4.) író, újságíró, ref. | Anyja: Pallagi Erzsébet (Csetfalva, 1859. jan. 21. – Leányfalu, 1924) | Anyai nagyapja: Pallagi József beregújfalusi református lelkész                             | Anyai nagyapai dédanyja: n. a. | |

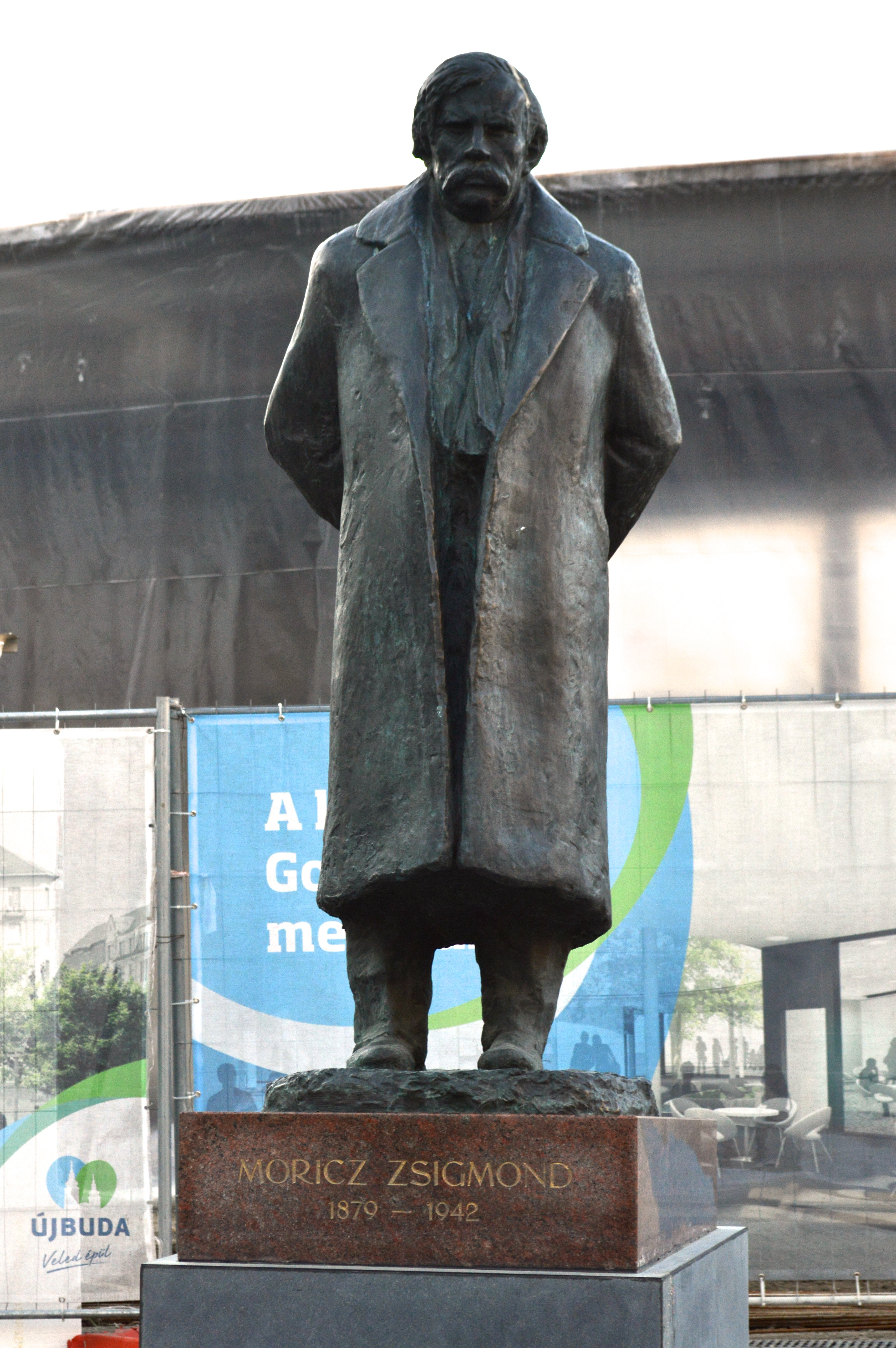
Szobra a Móricz Zsigmond körtéren, Budapesten (Varga Imre alkotása)

| Móricz Zsigmond (Tiszacsécse, 1879. jún. 29.– Budapest, 1942. szep. 4.) író, újságíró, ref. | Anyja: Pallagi Erzsébet (Csetfalva, 1859. jan. 21. – Leányfalu, 1924) | Anyai nagyanyja: Nyilas Katalin (Porcsalma, 1839. máj. 16. – Szilágysomlyó, 1906. nov. 22.) | Anyai nagyanyai dédapja: „Nagyváradi” Nyilas(s) József csécsi református lelkész (Rakacaszend, 1808. márc. 10. – Tiszacsécse, 1870. júli. 11.) | Anyai ükapja: Nyilas József (Tokaj, 1773. dec. 7. – Rakacaszend, 1842. dec. 29.) rakacaszendi ref. prédikátor Anyai ükanyja: Lentsés/Lencsés Mária (Hernádbűd, 1775. júni. 27. – Rakacaszend, 1829. júni. 14.) – előtte: „Vadászi” T. Nagy István (Alsóvadász, 1757. máj. 30. – Rakacaszend, 1805. nov. 7.) volt rakacaszendi ref. prédikátor özvegye |
| Móricz Zsigmond (Tiszacsécse, 1879. jún. 29.– Budapest, 1942. szep. 4.) író, újságíró, ref. | Anyja: Pallagi Erzsébet (Csetfalva, 1859. jan. 21. – Leányfalu, 1924) | Anyai nagyanyja: Nyilas Katalin (Porcsalma, 1839. máj. 16. – Szilágysomlyó, 1906. nov. 22.) | Anyai nagyanyai dédanyja: kisdobronyi Isaák Erzsébet (? – 1853. szept. 17.)                                                                    | |

### Nyomtatott irodalom
- Elek Ilona: Móricz Zsigmond stílusa és nyelve; Boros Ny., Rákosliget, 1911
- Juhász Géza: Móricz Zsigmond; Studium, Bp., 1928 (Kortársaink)
- Ötven év, ötven könyv. Móricz Zsigmond 1879-1929; bev. Balassa József, Sárközi György; Athenaeum, Bp., 1929
- Halmi Bódog: Móricz Zsigmond, az író és az ember; szerzői, Bp., 1930
- Jancsó Elemér: Móricz Zsigmond és az új magyar irodalom; Erdélyi Szemle, Kolozsvár, 1936 (Élő Erdély. Az „Erdélyi Szemle” könyvtársorozata)
- Féja Géza: Móricz Zsigmond; Athenaeum, Bp., 1939
- Németh László: Móricz Zsigmond; Turul, Bp., 1943 (Turul könyvek)
- Bálint Sándor: Móricz Zsigmond Szegeden; Szegedi Új Nemzedék, Szeged, 1943
- Schöpflin Aladár: Ady, Babits, Móricz. Kleine Erinnerungen an drei grosse ungarische Dichter; Danubia, Bp.–Leipzig, 1943
- Vajtai István: A naturalista Móricz Zsigmond; Szegedi Új Nemzedék Ny., Szeged, 1944
- Móricz Zsigmond ébresztése. Emlékkönyv; szerk. Darvas József; Sarló, Bp., 1945
- Katona Szabó István: Móricz Zsigmond a marosvásárhelyi Református Kollégiumban, Népújság, 2012. szept. 1. Online hozzáférés
- Bozók Ferenc: Móricz Zsigmond Árvácska című kisregényéről, in. Lyukasóra folyóirat, 2007. január
- Móricz Zsigmonddal Budapesten. Riportalbum a 20. század első évtizedeiből; összeáll., képvál. Kolos Réka; Holnap, Budapest, 2010
- Hamar Péter: A debreceni asszony: Magoss Olga és Móricz Zsigmond románca; Móricz Zsigmond Kulturális Egyesület, Nyíregyháza, 2023 (Modus hodiernus)

### Weboldalak
- Dráma a múltból: Móricz Zsigmond egyik testvérét agyonlőtték, a másikat felgyújtották
- Móricz Zsigmond művei a Magyar Elektronikus Könyvtárban
- Móricz a régi Magyar Elektronikus Könyvtárban
- Művei a Project Gutenbergen
- Hegedüs Géza: A magyar irodalom arcképcsarnoka
- Magyar életrajzi lexikon
- Literatura.hu
- Móricz Zsigmond a PORT.hu-n (magyarul)
- Móricz Zsigmond a Kisgyepen (Szolnok, 1941. szept. 3.)
- Héttorony Irodalmi magazin (Hozzáférés: 2017. október 11.)
- Magyar Irodalmi Lap Archiválva 2017. október 11-i dátummal a Wayback Machine-ben (Hozzáférés: 2017. október 11.)